# Katie Sandwina

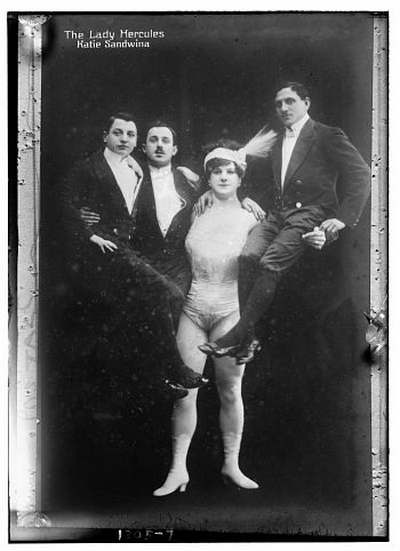
Katie Sandwina.

Katie Sandwina właśc. Katie Brumbach (ur. 6 maja 1884 w Wiedniu, zm. 21 stycznia 1952 w Nowym Jorku) - pochodząca z rodziny niemieckich Żydów amerykańska artystka cyrkowa (siłaczka).

## Życiorys
Była jednym z czternaściorga dzieci artysty cyrkowego Philippe'a Brumbacha i jego żony Johanny. Na scenie cyrkowej zadebiutowała w wieku dwóch lat, wraz z ojcem. W dzieciństwie występowała wraz z rodzicami na trapezie. Wśród rówieśników wyróżniała się siłą i zręcznością, ale także posturą. Kiedy ukończyła 14 lat zadebiutowała w cyrku jako siłaczka.. Ojciec Katie proponował 100 marek każdemu, kto pokona jego córkę w walce zapaśniczej. W czasie jednej z takich walk, w której odniosła kolejne zwycięstwo poznała Maxa Heymanna, wówczas bezrobotnego akrobatę. Heymann rzucony przez Katie na matę, wyznał publicznie swoje uczucia do Katie i wkrótce potem został jej mężem i menedżerem..
W 1901 przeniosła się wraz z rodziną do USA. Początkowo Katie występowała pod własnym nazwiskiem. Kiedy w Nowym Jorku pokonała w walce słynnego siłacza Eugene'a Sandowa, przyjęła przydomek Sandwina (derywat nazwiska pokonanego przeciwnika). Prasa niemiecka nazywała ją Katarzyną Wielką (Katharina die Große).. W prasie amerykańskiej określano ją jako Beautiful Herculean Venus..
Występowała w cyrkach Ringling Bros. i Barnum & Bailey. Jej numerem popisowym było przerzucanie jedną ręką przez głowę własnego męża (ważącego ponad 80 kg), a także podnoszenie kilku dorosłych mężczyzn jednocześnie. Jej rekordy w wyciskaniu sztangi pobiła dopiero w 1987 Karyn Marshall. Przeszła na emeryturę w wieku 60 lat. W ostatnich latach życia prowadziła wraz z mężem restaurację w Nowym Jorku. Od 1949 cierpiała na chorobę nowotworową, na którą zmarła.
W cyrku występowały także trzy siostry Katie (Barbara, Eugenia i Marie). Miała syna Theodora, który w latach 20 XX w. odnosił sukcesy jako bokser wagi ciężkiej, ale porażka z Primo Carnerą w 1932 zakończyła jego karierę.